# Servicio Mareográfico Nacional
El Servicio Mareográfico de la UNAM resguarda, documenta y analiza la información mareográfica de más de 50 años de mediciones en más de 30 localidades, y mantiene el monitoreo del nivel del mar en varios sitios del país. La medición del nivel del mar en la UNAM representa uno de los esfuerzos pioneros y más importantes de monitoreo de variables ambientales en forma operacional en México.

## Historia e Importancia
La medición del nivel del mar representa uno de los esfuerzos pioneros y más importantes de monitoreo de variables ambientales en forma operacional en México. Su importancia va mucho más allá del muestreo y pronóstico de la marea, ya que se monitorean variaciones del nivel del mar debidas a mareas de tormenta, corrientes costeras, seiches, sismos, variabilidad climática y calentamiento global. La UNAM inició el monitoreo del nivel del mar en la década de los 40 del siglo pasado y comprendió, además de la instalación de los mareógrafos, la instalación de bancos de nivel en las inmediaciones de las estaciones mareográficas, los cuales han sido fundamentales para georreferenciación y muchos de ellos han sido utilizados por el INEGI para sus labores de cartografía del territorio nacional. Actualmente la UNAM mantiene, en colaboración con otras instituciones, 15 sitios de medición, los cuales se encuentran en un proceso de modernización utilizando técnicas de telemetría y cómputo que permitan conocer el estado de esta variable en tiempo real o casi real.